# Петреня, Юрий Кириллович
Юрий Кириллович Петреня (род. 28 июля 1951 года, пос. Глуск, Могилёвская область, БелССР) — специалист в области энергетики, доктор физико-математических наук, профессор, генеральный директор (2017-2018 гг), заместитель генерального директора - технический директор (2003—2017, 2018— н.в.) ПАО «Силовые машины», член-корреспондент РАН (2011).

## Биография
Родился 28 июля 1951 года в пос. Глуск Могилевской области Белорусской ССР.
В 1974 году — окончил физико-механический факультет Ленинградского политехнического института имени М. И. Калинина.
После окончания ВУЗа работал на Ленинградском металлическом заводе (ЛМЗ) в должностях от инженера до заместителя начальника центральной заводской лаборатории.
С 1987 года — работал в Центральном котлотурбинном институте — заведующий лабораторией котлов и трубопроводов, с 2000 по 2009 год — генеральный директор НПО ЦКТИ.
С 2003 года — работает в ПАО «Силовые машины», а в июле 2017 года — назначен генеральным директором.
В 2011 году — избран членом-корреспондентом РАН.
В 2018 году был доверенным лицом Владимира Путина на президентских выборах.

## Научная деятельность
Специалист в области энергетического машиностроения.
Ведет исследования области теоретического и экспериментального исследования физико-технических процессов в энергетическом оборудовании атомных, тепловых и гидравлических электростанций.
Основные научные результаты:
- решены проблемы интенсификации теплообмена при разработке и создании энергетических котлов, теплообменного оборудования, турбин и турбогенераторов;
- определены высокотемпературные методы повышения эффективности паросилового оборудования стационарной энергетики, связь эффективности теплопередачи в турбогенераторах с конструкцией воздушных каналов и профилем их поверхности при применении электроизоляции с высоким коэффициентом теплопроводности;
- решены проблемы разработки проекта первой отечественной паровой турбины с перспективными суперсверхкритическими параметрами пара 280/610/610 с новым поколением лопаток последней ступени (стальной 1220 мм, титановой 1400 мм), совмещёнными цилиндрами высокого и среднего давления, композитными сварными роторами для угольных электростанций высокой эффективности с улучшенными экологическими характеристиками.

Автор 142 научных работ, из них 1 монография и 16 авторских свидетельств и/или патентов.
Заведующий кафедрой энергомашиностроения СПбГПУ, под его научным руководством подготовлены 3 доктора наук и 7 кандидатов наук.

### Научно-организационная деятельность
- председатель диссертационного совета в НПО ЦКТИ им. И. И. Ползунова;
- член Диссертационного совета в ЦНИИ КМ «Прометей»;
- председатель специализированного совета РАН по проблемам теплоэнергетики и энергомашиностроения;
- член Совета генеральных и главных конструкторов, ведущих ученых и специалистов в области высокотехнологичных секторов экономики при Правительстве Российской Федерации;
- член Международного комитета по присуждению премии «Глобальная энергия»;
- член объединенного Научно-технического совета ОАО «Газпромэнергохолдинг»;
- член Научно-технического совета при Правительстве Санкт-Петербурга;
- член научного комитета международных конференций PowerGen;
- член Американского общества инженеров-механиков (ASME).

## Награды
- Премия Правительства Российской Федерации в области науки и техники (в составе группы, за 2003 год) — за разработку и промышленное внедрение ресурсосберегающих комплексных технологий по восстановительной термической обработке паропроводных систем на тепловых электростанциях, обеспечивающих увеличение срока безопасной эксплуатации[5]
- Премия имени А. Н. Крылова Правительства Санкт-Петербурга (2015) — за существенный вклад в области теоретического и экспериментального исследования физико-механических процессов, металловедения, теплофизики, теории прочности сталей энергетического оборудования атомных, тепловых и гидравлических электростанций[6]